# Grote Kerk (Schiermonnikoog)

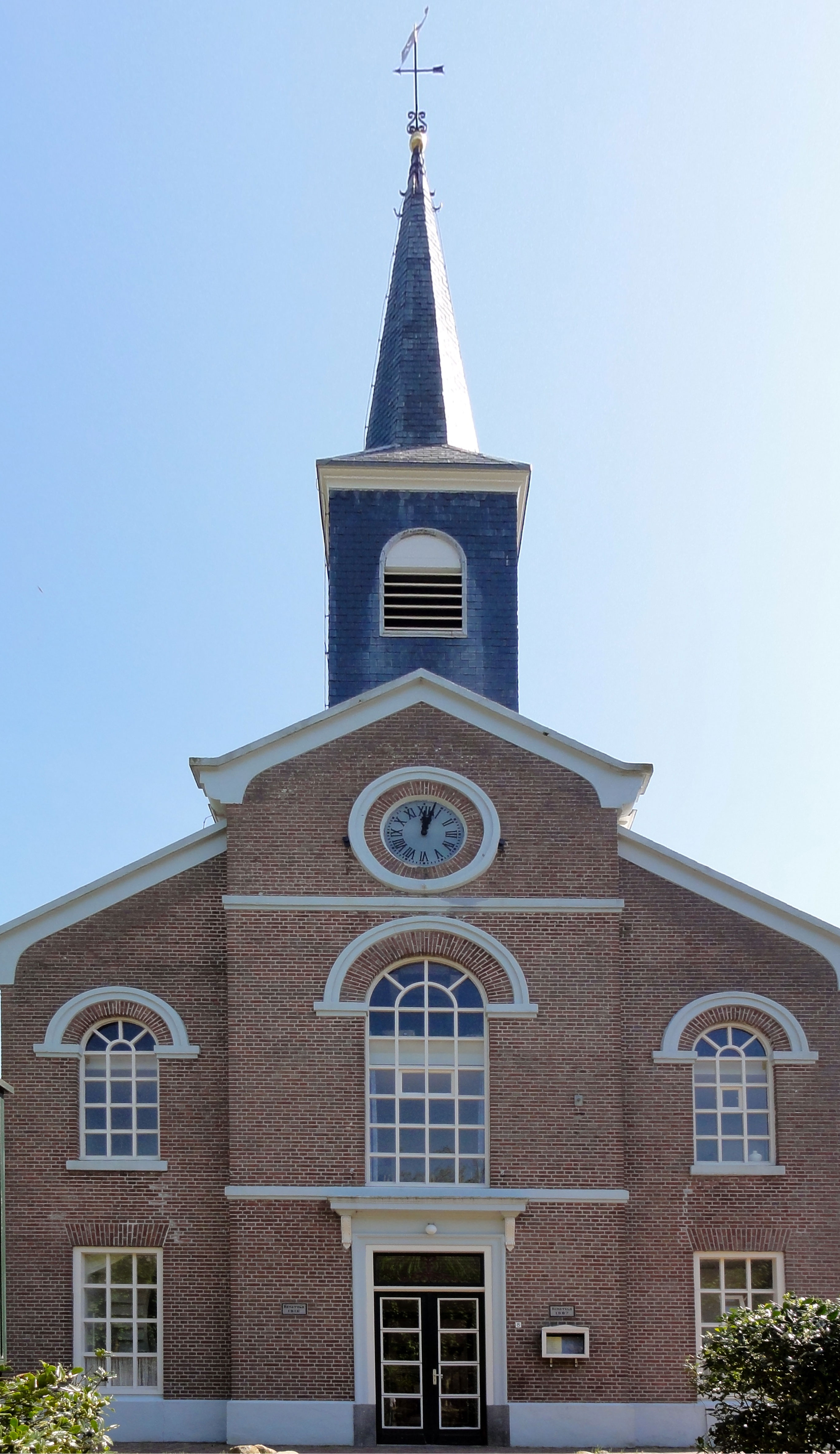
Grote Kerk

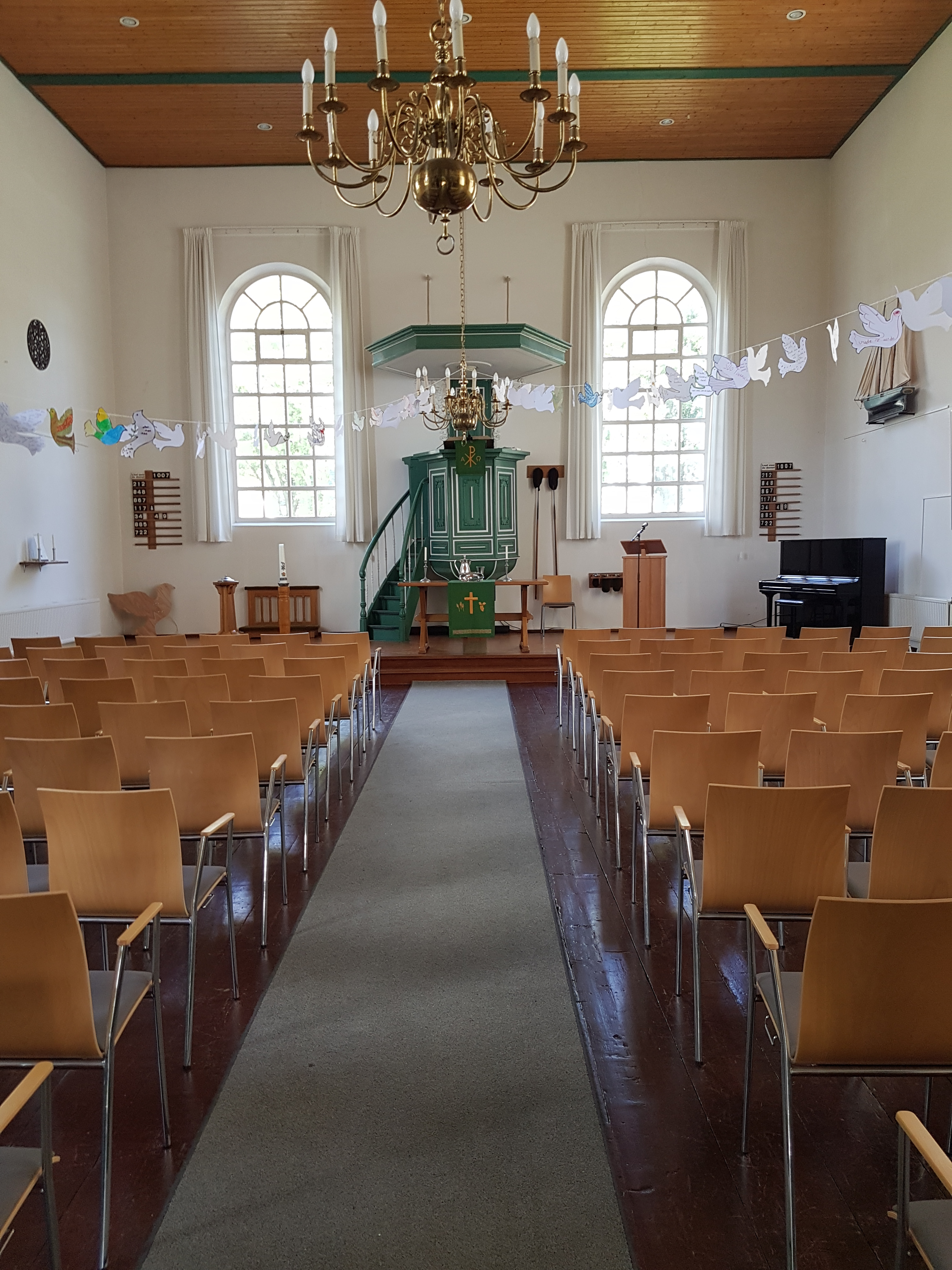
Innenansicht

Die Grote Kerk oder Got Tjark ist die ehemalige reformierte Kirche von Schiermonnikoog. Seit Mai 2005 ist sie ein Kirchengebäude der evangelischen Gemeinde auf Schiermonnikoog innerhalb der Protestantischen Kirche in den Niederlanden.

## Geschichte und Beschreibung
Bereits im 15. Jahrhundert gab es ein Kirchengebäude in dem Dorf Westerburen. Die Kapelle gehörte bis 1465 den Mönchen des Klosters Klaarkamp in der Nähe von Rinsumageest bei Dokkum. Sie diente von 1465 bis 1580 auch als Pfarrkirche des Dorfes, bis das Kloster vom friesischen Staat im Rahmen der Kirchenreform aufgelöst wurde. Danach diente der Kirchenbau bis 1715 der reformierten Gemeinde und wurde zusammen mit den Häusern nach landschaftlichen Veränderungen der Dünen aufgegeben. Der Nachfolgebau stand auf der Salzwiese südwestlich des heutigen Dorfes und wurde 1760 ein Opfer der Wellen. 1762 wurde eine neue Kirche an der heutigen Stelle errichtet. Das Bauwerk wurde im Laufe der Jahre baufällig und wurde 1866 durch die heute erhaltene Saalkirche ersetzt. Die Finanzierung übernahm der Rijkswaterstaat; auch stilistisch zeigt sich das klassizistische Bauwerk als Waterstaatskirche. 1923 wurde elektrisches Licht in der Kirche eingebaut. Die verputzte Decke wurde 1920 durch eine Holzdecke ersetzt, welche wiederum bei der Innenrenovierung 1967 durch eine moderne Holzdecke ersetzt wurde.
Zunächst war das Kirchengebäude mit einem hölzernen Dachreiter versehen. 1909 wurde eine Frontfassade mit einem hölzernen Giebelturm angebaut. Bei dieser Umbaumaßnahme wurden auch die Fenster erheblich vergrößert. Im Raum zwischen der alten Kirchwand und der Westfront des Anbaus befinden sich ein kleines Treppenhaus und ein Raum in der ersten Etage, welcher heute als kleines Gemeindezimmer mit Teeküche dient. Eine Turmrenovierung wurde 2006 durchgeführt.

## Ausstattung
Die Kirche ist schlicht ausgestattet. Die heutige Kanzel wurde im Jahr 1866 gefertigt und ersetzt eine Kanzel aus Eichenholz aus dem Jahr 1633 von Jan Claeszon, welche heute verschollen ist. Das Votivschiff an der Südwand wurde 2011 der Kirche geschenkt.
Der Raum ist heute mit neuzeitlichen Stühlen versehen.

## Orgel

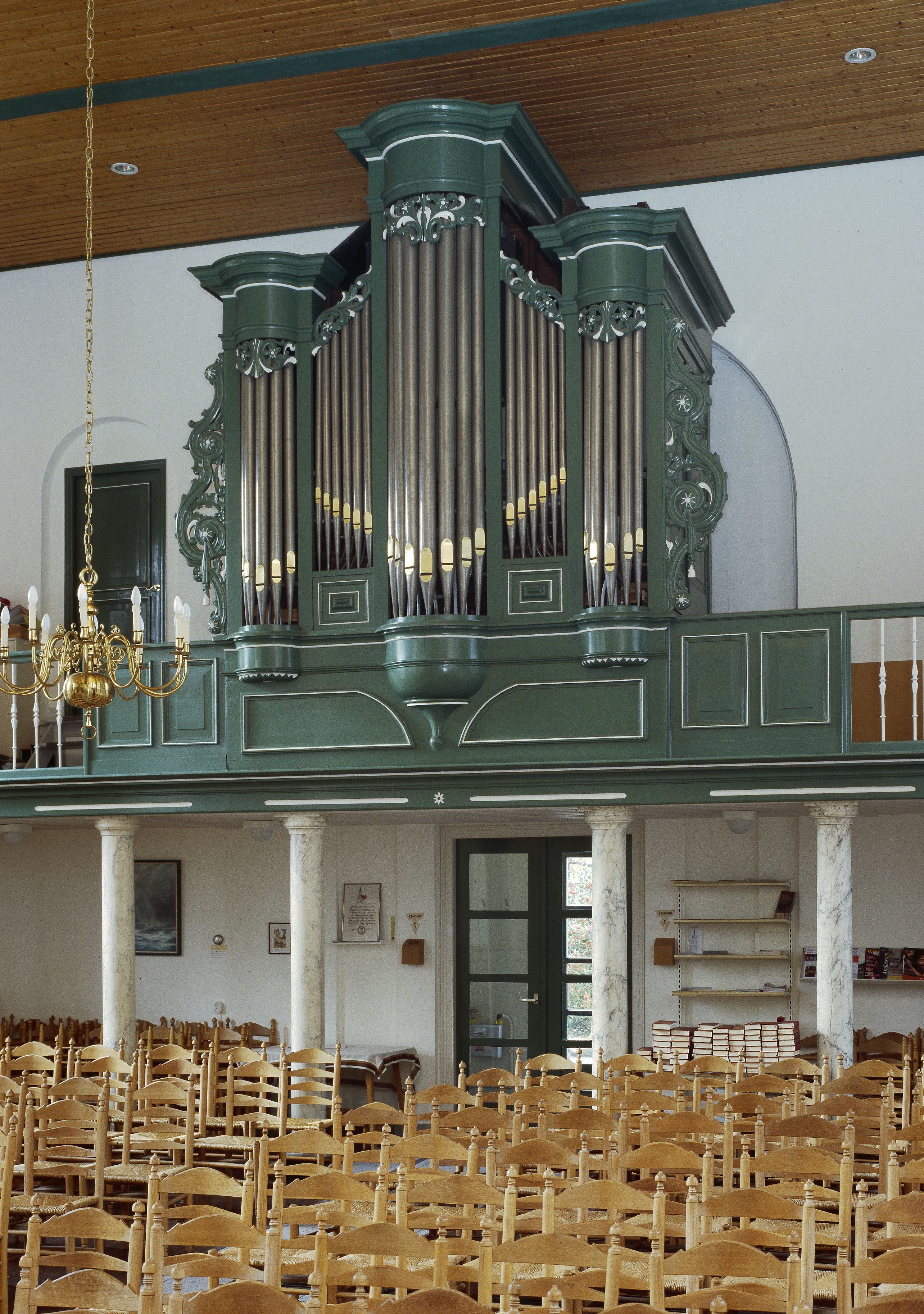
Orgel

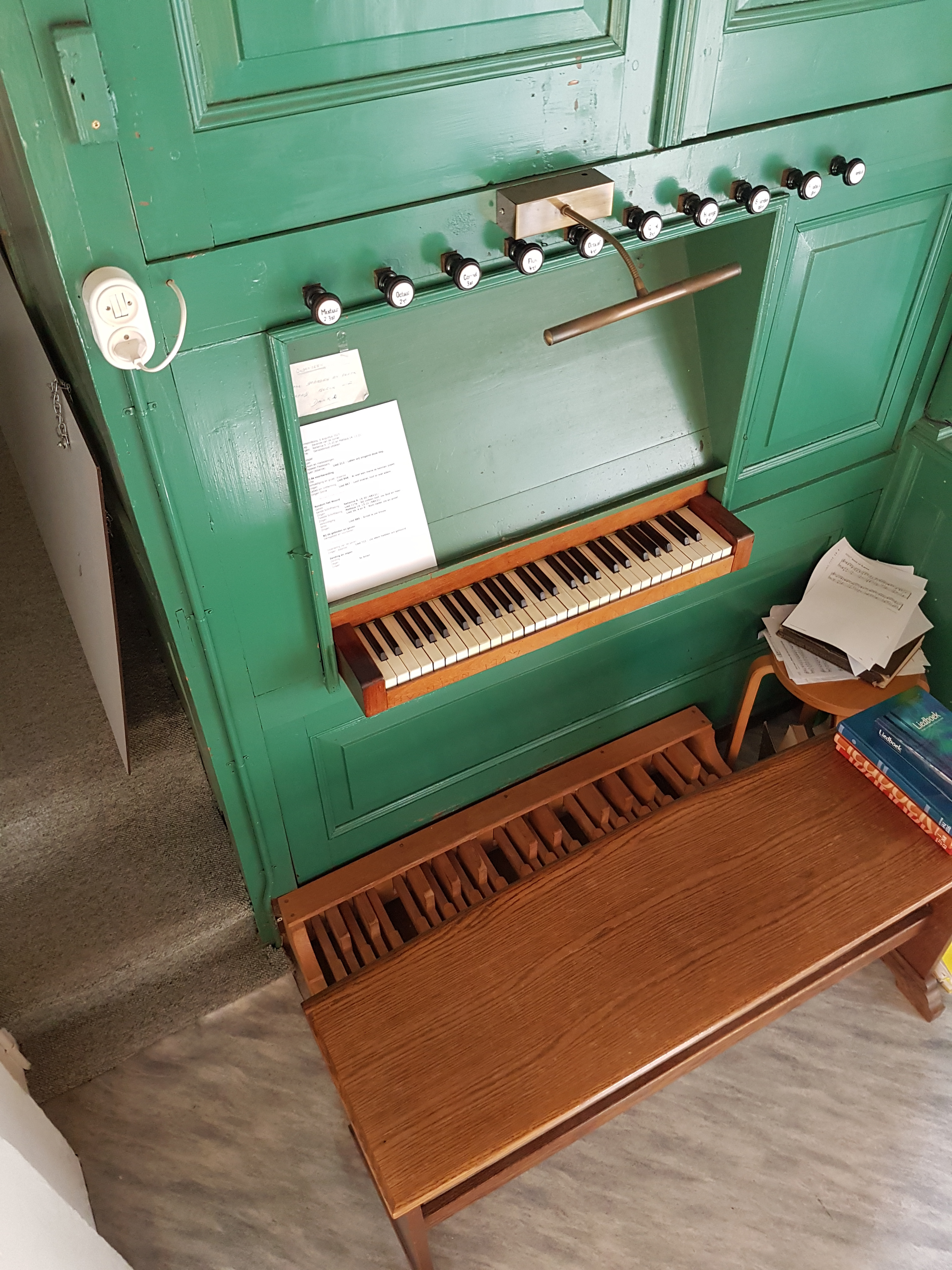
Spielschrank der Orgel

Der wertvollste Ausstattungsgegenstand der Kirche ist die Orgel. Sie wurde ursprünglich 1897 von Jan Proper für die reformierte Kirche in Culemborg gebaut. 1927 wurde sie von der Firma Dekker aus Goes auf die dafür neugebaute Empore transferiert, um ein Harmonium aus dem Jahr 1877 zu ersetzen. Bei der Innenrenovierung wurde das Schmuckwerk des Gehäuses verändert und eine neue Fassung aufgetragen. Zudem erhielt die Orgel ein elektrisches Gebläse. Eine Notreparatur um 1975 durch Mense Ruiter machte das Werk wieder spielbar, bevor eine umfassende Restaurierung 1991 durch denselben Orgelbauer durchgeführt werden konnte. Dabei wurde die Disposition leicht verändert. Das Instrument wurde mit einem Konzert von dem beratenden Sachverständigen Jan Jongepier am 26. Juni 1991 wieder in Betrieb genommen. Das rein mechanische Schleifladeninstrument verfügt über neun Register auf einem Manual und einem angehängten Pedal, wobei als Besonderheit der Bourdon 16′ immer mitklingt. Die Disposition lautet heute:
| Manual C–f3 |                       |       |             |
| 1.          | Bourdon               | 16′   |             |
| 2.          | Prestant (C–E aus 3.) | 8′    |             |
| 3.          | Holpijp               | 8′    |             |
| 4.          | Octaaf                | 4′    |             |
| 5.          | Fluit                 | 4′    | *           |
| 6.          | Quint                 | 2 ⁄3′ | teilweise * |
| 7.          | Octaav                | 2′    |             |
| 8.          | Mixtuur II–III        |       | *           |
| 9.          | Cornett III D         |       |             |

| Pedal C–d1 angehängt |

- Spielhilfe: Ventiel  (Windablass)

* = 1991

## Glocke
Die Glocke wurde 1989 von der Firma Eijsbouts in Asten gegossen. Sie ersetzt die beschädigte Glocke von Jacob Noteman aus Leeuwarden aus dem Jahr 1649.

## Friedhof
Die älteren neuzeitlicheren Grabmäler stammen aus der Zeit vor 1900. Der älteste Grabstein, links neben dem Kircheneingang ist datiert auf das Jahr 1658. Einige Grabplatten sind künstlerisch gestaltet. Besonders wertig ausgeführt ist der Grabstein des niederländischen Malers Martin van Waning (1889–1972), der 1937 ein Atelier in der ehemaligen Seefahrtsschule betrieb und auch für das Dorf eine Bronzestatue geschaffen hat.

## Pfarrhaus
Das heutige Pfarrhaus ist das ehemalige Pfarrhaus der Altreformierten Gemeinde. Es steht in der Middenstreek 53.